# Vyšėjšaja Liha 2025
La Vyšėjšaja Liha 2025 è la trentaquattresima edizione della massima divisione del campionato bielorusso di calcio. È iniziata il 13 marzo 2025 e terminerà il 30 novembre successivo.
La squadra campione in carica è la Dinamo Minsk, che ha vinto il suo nono titolo nazionale nell'edizione 2024.

## Stagione

### Novità
Dalla stagione precedente sono state retrocesse Dnjapro Mahilëŭ e Šachcër Salihorsk, ultime due classificate del campionato. Al loro posto dalla Peršaja Liha sono state promosse Maladzečna e Makslajn, prime due classificate del campionato.
Prima dell'inizio del campionato il Makslajn ha cambiato denominazione in ML Vicebsk.

### Formula
Le 16 squadre partecipanti si affrontano in un girone all'italiana con partite di andata e ritorno, per un totale di 30 giornate. La squadra prima classificata è campione di Bielorussia e viene ammessa alla UEFA Champions League 2026-2027, mentre seconda e terza classificata ottengono la qualificazione per la UEFA Conference League 2026-2027, insieme con la vincente della Kubak Belarusi. Le ultime due classificate vengono retrocesse, mentre la terzultima gioca uno spareggio con una squadra di Peršaja Liha per la permanenza in massima serie.

## Squadre partecipanti
| Club               | Città         | Stadio                       | Stagione precedente     |
| ------------------ | ------------- | ---------------------------- | ----------------------- |
| Arsenal Dzjaržynsk | Dzjaržynsk    | Stadio di Haradzeja          | 10° in Vyšėjšaja Liha   |
| BATĖ Borisov       | Barysaŭ       | Barysaŭ-Arėna                | 8° in Vyšėjšaja Liha    |
| Dinamo Brėst       | Brėst         | OSK Brestskiy                | 4° in Vyšėjšaja Liha    |
| Dinamo Minsk       | Minsk         | Stadio Dinamo                | Campione di Bielorussia |
| Homel'             | Homel'        | Stadio Centrale              | 6° in Vyšėjšaja Liha    |
| Islač              | Raën di Minsk | Stadio Haradzki (Maladzečna) | 7° in Vyšėjšaja Liha    |
| Maladzečna         | Maladzečna    | Stadio Centrale              | 1º in Peršaja Liha      |
| Minsk              | Minsk         | Stadio FK Minsk              | 13° in Vyšėjšaja Liha   |
| ML Vicebsk         | Vicebsk       | Stadio Centrale              | 2º in Peršaja Liha      |
| Naftan             | Navapolack    | Stadio Atlant                | 14° in Vyšėjšaja Liha   |
| Nëman              | Hrodna        | Stadio Nëman                 | 2° in Vyšėjšaja Liha    |
| Slavija-Mazyr      | Mazyr         | Stadio Junatsva              | 11° in Vyšėjšaja Liha   |
| Sluck              | Sluck         | Stadio Haradzki              | 9° in Vyšėjšaja Liha    |
| Smarhon'           | Smarhon'      | Stadio Junast                | 12° in Vyšėjšaja Liha   |
| Tarpeda-BelAZ      | Žodzina       | Stadio Tarpeda               | 3° in Vyšėjšaja Liha    |
| Vicebsk            | Vicebsk       | Stadio Centrale              | 5° in Vyšėjšaja Liha    |

## Classifica finale
|  | Pos. | Squadra            | Pt | G  | V  | N | P  | GF | GS | DR  |
|  | ---- | ------------------ | -- | -- | -- | - | -- | -- | -- | --- |
|  | 1.   | ML Vicebsk         | 46 | 18 | 14 | 4 | 0  | 32 | 7  | +25 |
|  | 2.   | Slavija-Mazyr      | 38 | 18 | 11 | 5 | 2  | 32 | 16 | +16 |
|  | 3.   | Dinamo Minsk       | 32 | 16 | 10 | 2 | 4  | 27 | 15 | +12 |
|  | 4.   | Dinamo Brėst       | 32 | 18 | 9  | 5 | 4  | 30 | 19 | +11 |
|  | 5.   | Islač              | 31 | 18 | 8  | 7 | 3  | 32 | 17 | +15 |
|  | 6.   | Tarpeda-BelAZ      | 30 | 17 | 8  | 6 | 3  | 28 | 18 | +10 |
|  | 7.   | Nëman              | 28 | 15 | 9  | 1 | 5  | 23 | 10 | +13 |
|  | 8.   | Minsk              | 27 | 18 | 8  | 3 | 7  | 27 | 31 | -4  |
|  | 9.   | Vicebsk            | 21 | 18 | 6  | 3 | 9  | 29 | 29 | 0   |
|  | 10.  | Arsenal Dzjaržynsk | 20 | 18 | 4  | 8 | 6  | 21 | 26 | -5  |
|  | 11.  | BATĖ Borisov       | 19 | 18 | 5  | 4 | 9  | 20 | 32 | -12 |
|  | 12.  | Homel'             | 18 | 16 | 5  | 3 | 8  | 11 | 15 | -4  |
|  | 13.  | Naftan             | 17 | 18 | 5  | 2 | 11 | 16 | 30 | -14 |
|  | 14.  | Sluck              | 13 | 18 | 3  | 4 | 11 | 11 | 27 | -16 |
|  | 15.  | Smarhon'           | 10 | 17 | 2  | 4 | 11 | 12 | 29 | -17 |
|  | 16.  | Maladzečna         | 4  | 17 | 1  | 1 | 15 | 9  | 39 | -30 |

Legenda:
      Campione di Bielorussia e ammessa alla UEFA Champions League 2026-2027.
      Ammesse alla UEFA Europa Conference League 2026-2027.
 Ammessa allo spareggio promozione-retrocessione.
      Retrocessa in Peršaja Liha 2026.
Note:
Tre punti a vittoria, uno a pareggio, zero a sconfitta.
La classifica viene stilata secondo i seguenti criteri:
- Punti conquistati
- Punti conquistati negli scontri diretti
- Partite vinte negli scontri diretti
- Differenza reti negli scontri diretti
- Reti realizzate negli scontri diretti
- Differenza reti generale
- Partite vinte
- Reti totali realizzate
- Sorteggio

## Risultati
|                    | Ars  | BAT  | DiB  | DiM  | Hom  | Isl  | Mal  | Min  | MLV  | Naf  | Nëm  | Sla  | Slu  | Sma  | Tar  | Vic  |
| ------------------ | ---- | ---- | ---- | ---- | ---- | ---- | ---- | ---- | ---- | ---- | ---- | ---- | ---- | ---- | ---- | ---- |
| Arsenal Dzjaržynsk | –––– | -    | -    | -    | -    | -    | -    | -    | -    | -    | -    | -    | -    | -    | -    | -    |
| BATĖ Borisov       | -    | –––– | -    | -    | -    | -    | -    | -    | -    | -    | -    | -    | -    | -    | -    | -    |
| Dinamo Brėst       | -    | -    | –––– | -    | -    | -    | -    | -    | -    | -    | -    | -    | -    | -    | -    | -    |
| Dinamo Minsk       | -    | -    | -    | –––– | -    | -    | -    | -    | -    | -    | -    | -    | -    | -    | -    | -    |
| Homel'             | -    | -    | -    | -    | –––– | -    | -    | -    | -    | -    | -    | -    | -    | -    | -    | -    |
| Islač              | -    | -    | -    | -    | -    | –––– | -    | -    | -    | -    | -    | -    | -    | -    | -    | -    |
| Maladzečna         | -    | -    | -    | -    | -    | -    | –––– | -    | -    | -    | -    | -    | -    | -    | -    | -    |
| Minsk              | -    | -    | -    | -    | -    | -    | -    | –––– | -    | -    | -    | -    | -    | -    | -    | -    |
| ML Vicebsk         | -    | -    | -    | -    | -    | -    | -    | -    | –––– | -    | -    | -    | -    | -    | -    | -    |
| Naftan             | -    | -    | -    | -    | -    | -    | -    | -    | -    | –––– | -    | -    | -    | -    | -    | -    |
| Nëman              | -    | -    | -    | -    | -    | -    | -    | -    | -    | -    | –––– | -    | -    | -    | -    | -    |
| Slavija-Mazyr      | -    | -    | -    | -    | -    | -    | -    | -    | -    | -    | -    | –––– | -    | -    | -    | -    |
| Sluck              | -    | -    | -    | -    | -    | -    | -    | -    | -    | -    | -    | -    | –––– | -    | -    | -    |
| Smarhon'           | -    | -    | -    | -    | -    | -    | -    | -    | -    | -    | -    | -    | -    | –––– | -    | -    |
| Tarpeda-BelAZ      | -    | -    | -    | -    | -    | -    | -    | -    | -    | -    | -    | -    | -    | -    | –––– | -    |
| Vicebsk            | -    | -    | -    | -    | -    | -    | -    | -    | -    | -    | -    | -    | -    | -    | -    | –––– |

## Spareggio promozione-retrocessione
Allo spareggio promozione-retrocessione viene ammessa la quattordicesima classificata in Vyšėjšaja Liha e la terza classificata in Peršaja Liha.
|  | Risultati |  | Luogo e data |
|  | --------- |  | ------------ |
|  |           |  |              |
|  |           |  |              |
|  |           |  |              |